# Europol
L'Oficina Europea de Policia o Europol (contracció dels mots anglesos European Police Office) és l'agència de la Unió Europea (UE) destinada a tràfic de drogues, tràfic de persones, delictes informàtics, blanqueig de capitals i antiterrorisme.
La constitució de l'Europol fou acordada el 1992 dins del Tractat de Maastricht. L'agència va començar de manera limitada amb la creació el 3 de gener del 1994 de l'agència contra el tràfic de narcòtics EDU (Europol Drugs Unit). L'Europol fou ratificada per tots els estats membres el 1998 i entrà en vigor l'octubre del mateix any.
La seu central de l'Europol està situada a la ciutat neerlandesa de La Haia i acull 263 treballadors i 63 oficials d'enllaç. La mida reduïda de l'Europol és deguda al fet que està en constant col·laboració amb la resta de forces de seguretat de la Unió.
Actualment l'Europol cobreix 26 dels 27 estats membres de la Unió, a l'espera de la integració efectiva de Malta.

## Història
L'origen de l'Europol el trobem al TREVI, un fòrum de cooperació entre els ministres d'interior i justícia dels estats membres de la Comunitat Econòmica Europea (CEE) des de 1975 fins a l'entrada en vigor del Tractat de Maastricht el 1993.
Alemanya, amb el seu sistema federal de policia, estigué des de bon principi a favor de la creació d'una organització policial supranacional en el si de la Comunitat Europea (CE) i a la reunió del Consell Europeu realitzada a Luxemburg el juny del 1991 posà la proposta sobre la taula. Al desembre del mateix any, a l'article K.1(9) del Tractat de Maastricht s'establia la constitució de l'Europol.
Els retards en la ratificació del Tractat de Maastricht portà al TREVI signar el juny de 1993 l'Acord Ministerial sobre la Unitat Antidroga de l'Europol. Aquest acord intergovernamental, fora del cos legal de la UE portà a la creació d'un petit equip liderat per Jürgen Storbeck que començà a funcionar mentre no entressin en vigor acords més permanents.
Un cop entrà en vigor el Tractat de Maastricht, començà el lent procés de negociació i ratificació de la Convenció de l'Europol. Mentrestant, la Unitat Antidroga de l'Europol (EDU) veié ampliades les seves competències per dos cops (març de 1995 i desembre de 1996) per incloure més pràctiques delictives a combatre. Durant aquest període, l'intercanvi d'informació només podia dur-se a terme mitjançant acords bilaterals, pendent de l'establiment d'una base de dades centralitzada amb la ratificació de la Convenció de l'Europol. La Convenció de l'Europol finalment entrà en vigor l'octubre de 1998 després de la ratificació dels parlaments nacionals dels 15 estats membres en aquells moments, si bé degut a conflictes legals no pogué entrar en ple funcionament fins a juliol de 1999.

## Funcions

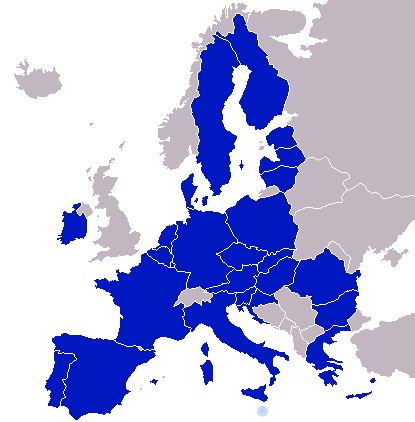
Estats membres de l'Europol (els països en blau clar encara no són membres però s'espera que ho siguin aviat)

La finalitat de l'Europol és millorar l'efectivitat i la cooperació entre les autoritats competents dels estats membres en la prevenció i la lluita contra el crim organitzat a escala internacional.
Aquesta agència no té poder executiu. És un servei de suport per a les agències responsables del compliment de la llei dels estats membres. Això significa que els agents de l'Europol no poden dur a terme investigacions ni arrestar sospitosos. Amb les seves eines – Intercanvi d'informació, anàlisi d'intel·ligència, experiència i entrenament – l'Europol pot contribuir a millorar les mesures adoptades per les autoritats competents als estats membres.
L'Europol és una agència multidisciplinària, que compren no només oficials de policia sinó també membres de les diverses agències dels estats membres que tenen competències en duanes, immigració, finances, etc. A més, l'Europol, intenta superar les barreres lingüístiques en la cooperació policial entre estats, ja que cada cos policial dels estats membres pot adreçar una sol·licitud a la seva Unitat Nacional de l'Europol (ENU) en la llengua o llengües oficials i rebre la resposta també en aquesta llengua.
Existeixen tres nivells de cooperació: 
- 1r nivell: cooperació tècnica o tasques de formació i aprenentatge
- 2n nivell: cooperació sobre tendències generals en el crim organitzat i les tècniques per combatre'l
- 3r nivell: intercanvi de dades personals (requereix el compliment per part dels estats membres dels estandards que marca l'Europol en matèria de protecció i seguretat de dades).

## Direcció
El director de l'Europol és designat per consens pel Consell de la Unió Europea:
| Mandat             | Director          | Estat      |
| 1994-2004          | Jürgen Storbeck   | Alemanya   |
| 2004-2005 (interí) | Mariano Simancas  | Espanya    |
| 2005-2009          | Max-Peter Ratzel  | Alemanya   |
| 2009–present       | Robert Wainwright | Regne Unit |